# William Onslow (6e comte d'Onslow)
Pour les articles homonymes, voir Onslow.
William Arthur Bampfylde Onslow, 6e comte d'Onslow (11 juin 1913 - 3 juin 1971) est un pair britannique, un homme politique et un officier de l'armée,.
Onslow est le fils aîné de Richard Onslow (5e comte d'Onslow) et de  Violet Marcia Catherine Warwick Bampfylde, fille de Coplestone Bampfylde, 3e baron Poltimore, et fait ses études au Winchester College et au Collège militaire de Sandhurst ,.

## Carrière militaire
De Sandhurst, Onslow est nommé sous-lieutenant dans les Life Guards en 1934, et promu lieutenant en 1938. Pendant la Seconde Guerre mondiale, il est transféré au 4e Yeomanry comté de Londres , obtenant la Croix militaire comme capitaine et major temporaire pour ses actions les 19 et 23 novembre lors de l'opération Crusader dans le désert occidental. En tant que lieutenant-colonel par intérim, il commande le régiment lors de la bataille de Villers-Bocage lors de la campagne de Normandie en 1944. Son unité est attaquée par Michael Wittmann de la Waffen-SS qui attaque avec six chars. Il est ensuite capturé par les Allemands et est prisonnier de guerre jusqu'à la fin de la guerre . En 1961, il publie un compte rendu de son service de guerre, Men and Sand.

## Carrière politique
Sur le plan politique, Onslow est conservateur et est coopté au London County Council pour représenter Putney en 1940. Il conserve le siège à l'élection du conseil en 1946, restant membre jusqu'en 1949,. De 1949 à 1952, il est membre du conseil du comté de Surrey.
En 1945, il succède son père et prend place à la Chambre des lords et est le Whip conservateur en chef adjoint de 1951 à 1960. Il quitte ensuite le parti, rejoignant les libéraux en 1965.
Lord Onslow est nommé Commandeur du Vénérable Ordre de Saint John le 8 juillet 1947 et Chevalier Commandeur de l'Ordre de l'Empire britannique le 31 octobre 1960. Il est également lieutenant adjoint de Surrey, démissionnant le 13 avril 1962.

## Armée territoriale
Onslow continue en service à temps partiel avec l'armée territoriale après la guerre, maintenant avec le 3e/4e Yeomanry du comté de Londres (tireurs d'élite) et est promu lieutenant-colonel substantif le 1er mai 1947. Il est promu colonel breveté le 21 mars 1950, décoré de la décoration d'efficacité territoriale le 21 avril 1950, et est transféré à la réserve d'officiers de l'armée territoriale le 4 juillet 1951. Il est nommé capitaine des Yeomen de la garde le 5 novembre 1951, et colonel honoraire du 3e/4e Yeomanry du comté de Londres le 21 juin 1956. En tant que capitaine des Yeomen de la garde, il participe aux funérailles du roi George VI et au couronnement de la reine Élisabeth II.

## Famille
Le 4 août 1936, Onslow épouse Pamela Louisa Eleanor Dillon (1915-1992), fille unique d'Eric Dillon, 19e vicomte Dillon. Ils ont deux enfants:
- Michael Onslow (7e comte d'Onslow) (né le 28 février 1938, décédé le 14 mai 2011)
- Teresa Lorraine Onslow (née le 26 février 1940), qui épouse l'auteur Auberon Waugh[5], fils aîné d'Evelyn Waugh, le 1er juillet 1961.

Onslow divorce de sa femme en 1962 et se remarie, à Nina Edith Jo Sturdee (décédée en 2006), plus tard cette année-là.
Il meurt en 1971 à l'âge de 57 ans et est remplacé par son fils unique.